# Nicolás Massú
Nicolás Alejandro Massú Fried (Viña del Mar, 10 ottobre 1979) è un allenatore di tennis ed ex tennista cileno.
È famoso per aver trionfato sia in singolare che in doppio alle Olimpiadi di Atene 2004, unico tennista a riuscire nell'impresa di vincere i due tornei nella stessa edizione da quando la disciplina è stata reintrodotta nel programma olimpico nel 1988; si tratta anche delle uniche medaglie d'oro mai vinte da atleti cileni alle Olimpiadi. Massú ha vinto in singolare 6 delle 15 finali che ha disputato nei maggiori tornei professionistici ed il suo best ranking mondiale è stato la 9ª posizione raggiunta nel 2004.

## Carriera

### Inizi nel circuito professionistico
Massù entra nel tennis professionistico nel 1997, all'età di 18 anni. Nel 1998 vince i due tornei dell'ITF Men's Circuit España F6 e España F7 e vince il primo ATP Challenger all'Open di Quito. L'anno successivo trionfa in 3 tornei Challenger ed entra nei top 100 della classifica mondiale, chiudendo la stagione al 97º posto. Nel 2000 disputa la prima finale in un torneo ATP ai Championships di Orlando, in cui viene sconfitto dal connazionale Fernando González per 6-2 6-3. Alle Olimpiadi di Sydney è scelto come portabandiera per la delegazione cilena alla cerimonia di apertura e viene eliminato al secondo turno dalla testa di serie nº 8 Juan Carlos Ferrero per 6-4 7–6(6). Chiude l'anno all'87º posto del ranking.

### 2001
Il 2001 si apre nei migliori dei modi con la finale raggiunta ai primi di gennaio agli AAPT Championships di Adelaide, nei quali batte Arnaud Clément, Ivan Ljubičić e Tim Henman, per poi arrendersi in finale al tedesco Tommy Haas per 6-3 6-1. Il risultato gli consente di balzare al 67º posto del ranking. Inoltre raggiunge il terzo turno a Wimbledon, che rimarrà il suo miglior risultato in questo torneo. A fine anno è l'80º della classifica mondiale.

### 2002
Nel 2002 raggiunge la semifinale al torneo casalingo di Viña del Mar, sconfitto dall'ecuadoriano Nicolás Lapentti. Il risultato più importante di quell'anno arriva nell'ATP Buenos Aires, dove ottiene il suo primo successo in un torneo ATP, superando David Nalbandian, Feliciano López e Agustín Calleri in finale con il punteggio di 2-6 7-6 6-2.

### 2003
Il 2003 è l'anno della svolta. Ad aprile giunge fino in fondo al torneo challenger delle Bermuda, cedendo in finale a Flávio Saretta. In maggio, assieme a Marcelo Ríos, Fernando González e Adrián García, vince per il Cile la World Team Cup, secondo torneo più importante per squadre nazionali dopo la Coppa Davis. Successivamente si aggiudica il Dutch Open con la vittoria in finale su Raemon Sluiter per 6-4 7–6(3) 6-2; la settimana successiva perde la finale a Kitzbühel contro l'allora nº 7 mondiale Guillermo Coria. Raggiunge poi la finale anche a Bucarest, dove viene sconfitto da David Sánchez. Continua la sua ottima annata conquistando altri due trofei: il primo nell'undicesima edizione del torneo challenger Pekao Open di Stettino; l'altro, più importante, ai Campionati Internazionali di Sicilia a Palermo, dove batte in finale il francese Paul-Henri Mathieu per 1-6 6-2 7–6(0). Un ulteriore salto di qualità gli consente di raggiungere la finale nel torneo ATP Master Series di Madrid sconfiggendo Fernando Verdasco, Andy Roddick, Juan Ignacio Chela e Younes El Aynaoui. In finale si arrende al nº 1 del mondo Juan Carlos Ferrero con il punteggio di 6-3 6-4 6-3. Grazie a questi risultati entra per la prima volta nella top 20 della classifica ATP, chiudendo l'annata al 12º posto.

### 2004
La sua stagione migliore è stata il 2004, malgrado un inizio non molto promettente. In marzo arriva in finale nel torneo di doppio ad Acapulco in coppia con Fernando González, perdendo contro i fratelli Bryan. In maggio si riconferma campione con la squadra cilena nella World Team Cup e in luglio arriva in semifinale al Dutch Open, battuto dall'olandese Martin Verkerk. Si aggiudica il trofeo al successivo torneo di Kitzbühel, sconfiggendo in semifinale Rainer Schüttler e in finale Gastón Gaudio per 7–6(3) 6-4. Il risultato più importante della carriera lo ottiene il mese successivo, quando trionfa sia in singolare che in doppio alle Olimpiadi di Atene. In singolare batte Gustavo Kuerten, Carlos Moyá, Taylor Dent e in finale lo statunitense Mardy Fish, con il punteggio di 6–3 3–6 2–6 6–3 6–4. Insieme al compagno Fernando González si impone anche nel doppio, superando in finale la coppia tedesca Nicolas Kiefer e Rainer Schüttler per 6-2 4-6 3-6 7–6(7) 6-4, dopo aver sconfitto nei quarti i favoriti fratelli statunitensi Bob e Mike Bryan. Rimarrà il suo unico torneo di doppio vinto in carriera nel circuito maggiore. Agli US Open arriva ai quarti di finale in doppio in coppia con González, perdendo in tre set con i futuri vincitori del torneo Mark Knowles e Daniel Nestor. L'ottima stagione lo porta in settembre al suo miglior ranking in singolare con la 9ª posizione mondiale. Chiude l'anno arrivando in semifinale a Basilea, dove perde da David Nalbandian per 6-3 6-4.

### 2005
L'operazione all'inguine a cui si sottopone nel novembre 2004 gli compromette la nuova stagione, nella quale perde sei incontri di fila. Perde al primo turno al Roland Garros dal qualificato Stan Wawrinka, alla sua prima apparizione nel tabellone principale di un torneo del Grande Slam. Sempre a Parigi, in coppia con Fernando González arriva invece alle semifinali nel doppio, perdendo contro Jonas Björkman e Maks Mirny che si aggiudicheranno il trofeo. Sempre con González perde in doppio la finale ad Amersfoort. Massú ottiene il suo miglior risultato in singolare in un torneo del Grande Slam arrivando al quarto turno degli US Open, dove viene sconfitto da Guillermo Coria.

### 2006
A inizio stagione perde la finale nel torneo di casa nel Movistar Open di Viña del Mar, battuto in finale da José Acasuso. In febbraio vince il suo sesto e ultimo torneo del circuito maggiore battendo nella finale del Brasil Open lo spagnolo Alberto Martín per 6-3 6-4. Viene quindi sconfitto in aprile da Daniele Bracciali nella finale del Grand Prix Hassan II di Casablanca e in luglio nella finale nel Dutch Open di Amersfoort dall'emergente Novak Đoković per 7–6(5) 6-4.

### 2007
Comincia la stagione 2007 raggiungendo la sua ultima finale Masters ATP nel Movistar Open di Viña del Mar, dove perde in due set da Luis Horna. Agli Internazionali d'Italia batte al secondo turno il nº 9 del mondo James Blake e perde al terzo dal nº 6 Gonzalez. Sarà il suo ultimo risultato di rilievo, tra luglio e ottobre esce sempre al primo turno nei tornei disputati. Chiude comunque l'anno al 78º posto.

### 2008
La sconfitta al primo turno a Viña del Mar nel 2008 gli fa perdere i punti ATP conquistati l'anno precedente e si ritrova al 97º posto del ranking, per poi scendere al 138º in luglio. Di rilievo la sua partecipazione all'ATP di Acapulco dove supera agli ottavi il nº 13 del mondo Carlos Moyá e perde nei quarti dal nº 28 Nicolás Almagro, che vincerà il torneo. Gli scarsi risultati degli ultimi 12 mesi gli consentono di partecipare alle Olimpiadi di Pechino solo grazie a una wild card; esce al primo turno in doppio, sempre in coppia con González, mentre in singolare perde 7–6(0) 6-1 al secondo turno da David Nalbandian. Verso fine stagione vince i tornei del circuito ATP Challenger all'Aberto de Florianópolis e al Rijeka Open e perde altre due finali. Chiude la stagione al 77º posto del ranking.

### 2009
Nel 2009 vince solo il Challenger di Cancun, mentre nel circuito maggiore si distingue a Miami, dove batte al secondo turno il nº 28 ATP Mardy Fish e perde al terzo dal nº 4 Andy Murray, che vincerà il torneo. Nell'ATP 250 di Umago vince al secondo turno contro il nº 20 ATP David Ferrer e perde ai quarti contro il nº 43 Andreas Seppi. Finisce la stagione al 112º posto del ranking.

### Ultimi anni
All'inizio del 2010 torna nei top 100 grazie alla finale raggiunta nel Challenger Salinas e ai quarti di finale del torneo ATP di Houston. La vittoria nel secondo turno contro Ryan Sweeting è la sua ultima nei main draw del circuito maggiore. Il resto della stagione è deludente e finisce al 186º posto ATP.  Il 2011 si rivela peggiore dell'anno precedente, anche a causa di alcune lesioni che compromettono il rendimento. Perde le uniche tre partite nei tabelloni principali ATP e il miglior risultato sono i quarti nel Challenger di Medellin, finendo l'annata in 450ª posizione.
Il declino prosegue la stagione successiva, in cui l'unico ATP che disputa è quello di gennaio a Viña del Mar. Il resto dell'anno gioca solo Challenger e l'unico risultato discreto è la semifinale nel torneo di Quito. Nuovi problemi fisici e scarsi risultati portano alla sua esclusione dalle Olimpiadi di Londra. Prova a dare una svolta nel 2013 prendendo come allenatore Horacio de la Peña, ma i risultati non arrivano. La sua ultima partita nel circuito ATP, e unica dell'anno, la perde al primo turno di Viña del Mar. Inizia quindi una serie di sconfitte al primo turno nei tornei Challenger che lo portano ad annunciare il ritiro a fine agosto 2013.

## Allenatore
Alla fine del 2013 diventa il nuovo capitano non giocatore della squadra cilena di Davis, con Marcelo Ríos come assistente. Celebra il suo addio al tennis a Santiago del Cile nel novembre dello stesso anno sconfiggendo in un incontro esibizione David Nalbandian, che a sua volta si era ritirato in quel periodo. Nel marzo 2019 entra nello staff tecnico di Dominic Thiem, e solo 10 giorni dopo il campione austriaco si aggiudica il torneo di Indian Wells, primo titolo Masters 1000 in carriera, trionfando in finale sul n° 4 del mondo Roger Federer. Considerato un giocatore più adatto alla terra battuta, sotto la guida di Massú Thiem compie significativi progressi sui campi in cemento, nel 2020 raggiunge la finale agli Australian Open, trionfa agli US Open e raggiunge il terzo posto nella classifica mondiale.
La collaborazione con Thiem ha fine nell'aprile 2023.

## Caratteristiche tecniche
Prediligeva le superfici in terra battuta, che gli consentivano maggiori spostamenti dal lato del diritto, il suo colpo migliore. Tuttavia, nel corso della carriera, è riuscito ad ottenere soddisfacenti risultati anche sul cemento e altre superfici veloci, grazie a miglioramenti importanti nel servizio e nel gioco a rete, ottenuti dedicandosi ad una pratica costante del doppio.

## Statistiche

### Singolare

#### Vittorie (6)
| Legenda                                                     |
| Grande Slam (0)                                             |
| ATP Tour World Championships / Tennis Masters Cup (0)       |
| Super 9 / Masters Series (0)                                |
| Giochi olimpici (1)                                         |
| ATP Championship Series / ATP International Series Gold (1) |
| ATP World Series / ATP International Series (4)             |

| Legenda superfici |
| Cemento (1)       |
| Terra (5)         |
| Erba (0)          |
| Sintetico (0)     |

| Nº | Data              | Torneo                                        | Superficie  | Avversario della finale | Risultato               |
| -- | ----------------- | --------------------------------------------- | ----------- | ----------------------- | ----------------------- |
| 1. | 24 febbraio 2002  | Argentina Open, Buenos Aires                  | Terra rossa | Agustín Calleri         | 2-6, 7-6(5), 6-2        |
| 2. | 20 luglio 2003    | Dutch Open, Amersfoort                        | Terra rossa | Raemon Sluiter          | 6-4, 7-6(3), 6-2        |
| 3. | 28 settembre 2003 | Campionati Internazionali di Sicilia, Palermo | Terra rossa | Paul-Henri Mathieu      | 1-6, 6-2, 7-6(0)        |
| 4. | 25 luglio 2004    | Austrian Open, Kitzbühel                      | Terra rossa | Gastón Gaudio           | 7-6(3), 6-4             |
| 5. | 22 agosto 2004    | Giochi Olimpici, Atene                        | Cemento     | Mardy Fish              | 6-3, 3-6, 2-6, 6-3, 6-4 |
| 6. | 26 febbraio 2006  | Brasil Open, Salvador                         | Terra rossa | Alberto Martín          | 6-3, 6-4                |

#### Finali perse (9)
| Legenda                                                     |
| Grande Slam (0)                                             |
| ATP Tour World Championships / Tennis Masters Cup (0)       |
| Super 9 / Masters Series (1)                                |
| Giochi olimpici (0)                                         |
| ATP Championship Series / ATP International Series Gold (1) |
| ATP World Series / ATP International Series (7)             |

| Legenda superfici |
| Cemento (2)       |
| Terra (7)         |
| Erba (0)          |
| Sintetico (0)     |

| Nº | Data              | Torneo                                       | Superficie  | Avversario della finale | Risultato     |
| -- | ----------------- | -------------------------------------------- | ----------- | ----------------------- | ------------- |
| 1. | 7 maggio 2000     | U.S. Men's Clay Court Championships, Orlando | Terra rossa | Fernando González       | 2-6, 3-6      |
| 2. | 7 gennaio 2001    | South Australian Open, Adelaide              | Cemento     | Tommy Haas              | 3-6, 1-6      |
| 3. | 27 luglio 2003    | Austrian Open, Kitzbühel                     | Terra rossa | Guillermo Coria         | 1-6, 4-6, 2-6 |
| 4. | 14 settembre 2003 | Romanian Open, Bucarest                      | Terra rossa | David Sánchez           | 2-6, 2-6      |
| 5. | 19 ottobre 2003   | Madrid Open, Madrid                          | Cemento (i) | Juan Carlos Ferrero     | 3-6, 4-6, 3-6 |
| 6  | 6 febbraio 2006   | Chile Open, Viña del Mar (1)                 | Terra rossa | José Acasuso            | 4-6, 3-6      |
| 7  | 1º maggio 2006    | Grand Prix Hassan II, Casablanca             | Terra rossa | Daniele Bracciali       | 1-6, 4-6      |
| 8  | 23 luglio 2006    | Dutch Open, Amersfoort                       | Terra rossa | Novak Đoković           | 6(5)-7, 4-6   |
| 9  | 4 febbraio 2007   | Chile Open, Viña del Mar (2)                 | Terra rossa | Luis Horna              | 5-7, 3-6      |

### Doppio

#### Vittorie (1)
| Legenda                                                     |
| Grande Slam (0)                                             |
| ATP Tour World Championships / Tennis Masters Cup (0)       |
| Super 9 / Masters Series (0)                                |
| Giochi olimpici (1)                                         |
| ATP Championship Series / ATP International Series Gold (0) |
| ATP World Series / ATP International Series (0)             |

| Legenda superfici |
| Cemento (1)       |
| Terra (0)         |
| Erba (0)          |
| Sintetico (0)     |

| N. | Data           | Torneo                 | Superficie | Compagno          | Avversari in finale             | Punteggio                  |
| 1. | 21 agosto 2004 | Giochi Olimpici, Atene | Cemento    | Fernando González | Nicolas Kiefer Rainer Schüttler | 6-2, 4-6, 3-6, 7-6(7), 6-4 |

#### Finali perse (2)
| Legenda                                                     |
| Grande Slam (0)                                             |
| ATP Tour World Championships / Tennis Masters Cup (0)       |
| Super 9 / Masters Series (0)                                |
| Giochi olimpici (0)                                         |
| ATP Championship Series / ATP International Series Gold (1) |
| ATP World Series / ATP International Series (1)             |

| Legenda superfici |
| Cemento (0)       |
| Terra (2)         |
| Erba (0)          |
| Sintetico (0)     |

| N. | Data           | Torneo                              | Superficie  | Compagno           | Avversari in finale      | Punteggio |
| 1. | 7 marzo 2004   | Abierto Mexicano de Tenis, Acapulco | Terra rossa | Juan Ignacio Chela | Bob Bryan Mike Bryan     | 2-6, 3-6  |
| 1. | 24 luglio 2005 | Dutch Open, Amersfoort              | Terra rossa | Fernando González  | Martín García Luis Horna | 4-6, 4-6  |

## Risultati nei tornei del Grande Slam
| V | F | SF | QF | #T | RR | Q# | A | ND |

(V) Torneo vinto; raggiunto (F) finale, (SF) semifinale, (QF) quarti di finale, (#T) turni 4, 3, 2, 1; (RR) round - robin; (Q#) Turno di qualificazione; (A) assente dal torneo; (ND) torneo non disputato.
| Torneo          | Torneo          | 2011 | 2010 | 2009 | 2008 | 2007 | 2006 | 2005 | 2004 | 2003 | 2002 | 2001 | 2000 | 1999 |
| --------------- | --------------- | ---- | ---- | ---- | ---- | ---- | ---- | ---- | ---- | ---- | ---- | ---- | ---- | ---- |
| Australian Open | Australian Open | Q3   | A    | 1T   | 1T   | 1T   | 1T   | 2T   | 1T   | A    | 1T   | 1T   | A    | A    |
| Roland Garros   | Roland Garros   | A    | 1T   | 2T   | Q2   | 2T   | 3T   | 1T   | 3T   | 2T   | A    | 1T   | 2T   | Q1   |
| Wimbledon       | Wimbledon       | A    | 1T   | A    | A    | 1T   | 1T   | 2T   | 1T   | 2T   | 1T   | 3T   | 1T   | A    |
| US Open         | US Open         | A    | A    | 1T   | Q2   | 1T   | 2T   | 4T   | 2T   | 3T   | 3T   | 2T   | 1T   | Q1   |